# Blaignan-Prignac
 (décembre 2018).
Si vous disposez d'ouvrages ou d'articles de référence ou si vous connaissez des sites web de qualité traitant du thème abordé ici, merci de compléter l'article en donnant les références utiles à sa vérifiabilité et en les liant à la section « Notes et références ».
Blaignan-Prignac est une commune nouvelle française formée par la fusion de Blaignan et de Prignac-en-Médoc le 1er janvier 2019, située dans le département de la Gironde en région Nouvelle-Aquitaine.

## Géographie

### Localisation
Blaignan-Prignac est située au Nord du Médoc à un peu plus de cinq kilomètres de l'Estuaire de la Gironde et à vingt kilomètres à vol d'oiseau de l'Océan Atlantique tandis que la Pointe de Grave, point le plus septentrional du Médoc et du département, est située à un peu plus de trente-et-un kilomètres au nord-est. Le relief y est relativement faible et la majorité du territoire est occupée par des exploitations viticoles.
La mairie de la commune est située à cinq kilomètres à l'est de Lesparre-Médoc, chef-lieu d'arrondissement, et à une soixantaine de kilomètres au nord du centre-ville de Bordeaux, préfecture de la Gironde. Blaignan-Prignac est une commune rurale n'appartenant à aucune aire urbaine.

### Communes limitrophes
Les communes limitrophes sont  Civrac-en-Médoc, Couquèques, Lesparre-Médoc, Ordonnac et Saint-Yzans-de-Médoc.
|                | Civrac-en-Médoc  | Couquèques           |
| Lesparre-Médoc | Blaignan-Prignac | Saint-Yzans-de-Médoc |
|                | Ordonnac         |                      |

### Hameaux et lieux-dits
La commune comprend plusieurs hameaux et lieux-dits, le principal étant le bourg de Caussan, qui accueille mairie et église. Le site de Blaignan, situé plus au sud, était un château ruiné au Moyen Âge. La Pigotte, lieu-dit composé de bâtiments éparses et du bois du même nom, est situé à l'est de la commune.
Au centre-sud de la commune, les hameaux Lafon et Gautheys, sur le territoire de l'ancienne commune de Prignac-en-Médoc, sont deux regroupements totalisant une quarantaine de constructions étant reliés par une rue bordée de maisons individuelles créant une continuité entre les deux ensembles.
Prignac, chef-lieu de l'ancienne commune de Prignac-en-Médoc, est situé au nord-ouest de la commune à un peu moins de trois kilomètres de Caussan et est d'une importance légèrement moindre. L'église Saint-Martin, le cimetière et l'ancienne mairie sont situés au sud du village.

### Voies de communication et transports
La départementale 3 se déroulant du nord du Bassin d'Arcachon à Bégadan par, entre autres, Lacanau et Lesparre-Médoc traverse la commune en passant non loin de Prignac et permet de rejoindre les communes immédiates de Lesparre-Médoc et Civrac-en-Médoc.
La D103E5 se détache de la D3 sur la commune et permet d'aller jusqu'à Saint-Christoly-Médoc en passant à quelques centaines de mètres de Caussan.
Plusieurs autres routes permettent de rejoindre ces deux départementales en passant entre les exploitations vinicoles, mais celles-ci demeurent moindres en termes d'importance.

### Climat
Pour des articles plus généraux, voir Climat de la Nouvelle-Aquitaine et Climat de la Gironde.
Historiquement, la commune est exposée à un climat océanique aquitain.  
En 2020, Météo-France publie une typologie des climats de la France métropolitaine dans laquelle la commune est exposée à un climat océanique et est dans la région climatique  Littoral charentais et aquitain, caractérisée par une pluviométrie élevée en automne et en hiver, un bon ensoleillement, des hiver doux (6,5 °C), soumis à la brise de mer.
Pour la période 1971-2000, la température annuelle moyenne est de 13,1 °C, avec une amplitude thermique annuelle de 14 °C. Le cumul annuel moyen de précipitations est de 894 mm, avec 12,3 jours de précipitations en janvier et 6,5 jours en juillet. Pour la période 1991-2020, la température moyenne annuelle observée sur la station météorologique la plus proche, située sur la commune de Lesparre-Médoc à 5 km à vol d'oiseau, est de 13,3 °C et le cumul annuel moyen de précipitations est de 872,2 mm,. Pour l'avenir, les paramètres climatiques de la commune estimés pour 2050 selon différents scénarios d’émission de gaz à effet de serre sont consultables sur un site dédié publié par Météo-France en novembre 2022.

## Urbanisme

### Typologie
Au 1er janvier 2024, Blaignan-Prignac est catégorisée commune rurale à habitat dispersé, selon la nouvelle grille communale de densité à sept niveaux définie par l'Insee en 2022.
Elle est située hors unité urbaine. Par ailleurs la commune fait partie de l'aire d'attraction de Lesparre-Médoc, dont elle est une commune de la couronne,. Cette aire, qui regroupe 12 communes, est catégorisée dans les aires de moins de 50 000 habitants,.

### Risques majeurs
Le territoire de la commune de Blaignan-Prignac est vulnérable à différents aléas naturels : météorologiques (tempête, orage, neige, grand froid, canicule ou sécheresse), inondations et séisme (sismicité très faible). Il est également exposé à un risque technologique, le risque nucléaire. Un site publié par le BRGM permet d'évaluer simplement et rapidement les risques d'un bien localisé soit par son adresse soit par le numéro de sa parcelle.

#### Risques naturels
Certaines parties du territoire communal sont susceptibles d’être affectées par le risque d’inondation par débordement de cours d'eau, notamment le chenal de Guy. La commune a été reconnue en état de catastrophe naturelle au titre des dommages causés par les inondations et coulées de boue survenues en 1982, 1983, 1999 et 2009,.

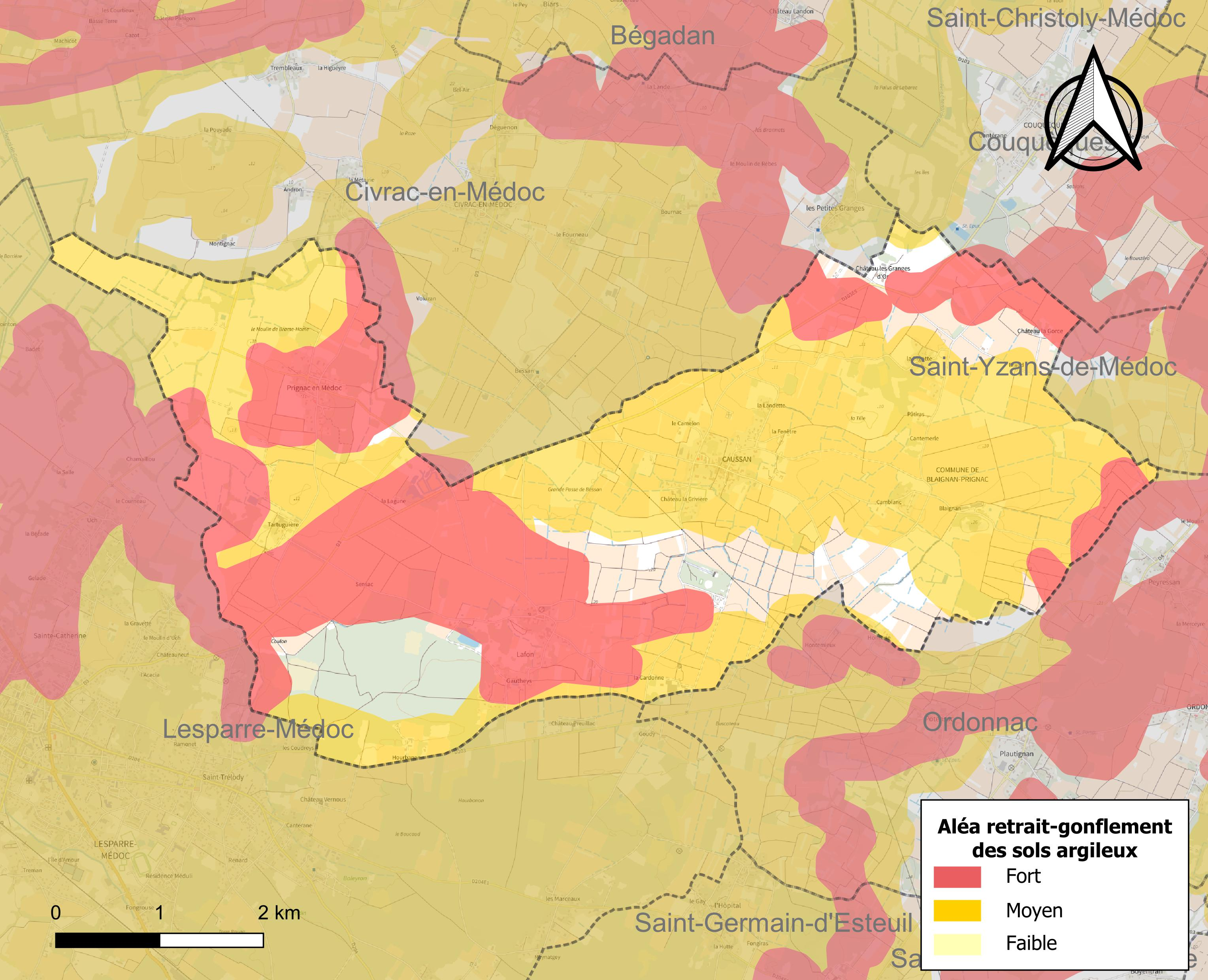
Carte des zones d'aléa retrait-gonflement des sols argileux de Blaignan-Prignac.

Le retrait-gonflement des sols argileux est susceptible d'engendrer des dommages importants aux bâtiments en cas d’alternance de périodes de sécheresse et de pluie. 84,5 % de la superficie communale est en aléa moyen ou fort (67,4 % au niveau départemental et 48,5 % au niveau national). Sur les 272 bâtiments dénombrés sur la commune en 2019, 256 sont en aléa moyen ou fort, soit 94 %, à comparer aux 84 % au niveau départemental et 54 % au niveau national. Une cartographie de l'exposition du territoire national au retrait gonflement des sols argileux est disponible sur le site du BRGM,.
Par ailleurs, afin de mieux appréhender le risque d’affaissement de terrain, l'inventaire national des cavités souterraines permet de localiser celles situées sur la commune.
Concernant les mouvements de terrains, la commune a été reconnue en état de catastrophe naturelle au titre des dommages causés par des mouvements de terrain en 1983 et 1999.

#### Risques technologiques
La commune étant située totalement dans le périmètre du plan particulier d'intervention (PPI) de 20 km autour de la centrale nucléaire du Blayais, elle est exposée au risque nucléaire. En cas d'accident nucléaire, une alerte est donnée par différents médias (sirène, sms, radio, véhicules). Dès l'alerte, les personnes habitant dans le périmètre de 2 km se mettent à l'abri. Les personnes habitant dans le périmètre de 20 km peuvent être amenées, sur ordre du préfet, à évacuer et ingérer des comprimés d’iode stable,,.

## Toponymie
Le nom de Blaignan-Prignac est issu de l’accolement des deux noms des communes fusionnées en 2019.
Le toponyme de Prignac-en-Médoc proviendrait de l'anthroponyme latin Prinius augmenté du suffixe locatif -ac(um). En occitan, Prignac s'écrit Prinhac.

## Histoire
La commune nouvelle regroupe les communes de Blaignan et de Prignac-en-Médoc, les deux communes les moins peuplées du Médoc. La première devient commune déléguée quand la deuxième perd toute existence administrative, le 1er janvier 2019. Son chef-lieu se situe sur le territoire de Blaignan.

## Politique et administration
| Nom              | Code Insee | Intercommunalité            | Superficie (km2) | Population (dernière pop. légale) | Densité (hab./km2) |
| ---------------- | ---------- | --------------------------- | ---------------- | --------------------------------- | ------------------ |
| Blaignan (siège) | 33055      | CC Médoc Cœur de Presqu'île | 6,83             | 263 (2016)                        | 39                 |
| Prignac-en-Médoc | 33338      | CC Médoc Cœur de Presqu'île | 7,44             | 206 (2016)                        | 28                 |

### Liste des maires
Jusqu'aux prochaines élections municipales de 2020, le conseil municipal de la nouvelle commune est constitué de l'ensemble des conseillers municipaux des anciennes communes.
| Période                                  | Période  | Identité           | Étiquette | Qualité |
| ---------------------------------------- | -------- | ------------------ | --------- | ------- |
| Les données manquantes sont à compléter. |          |                    |           |         |
| Janvier 2019                             | mai 2020 | Alexandre Pierrard |           |         |
| mai 2020                                 | En cours | Alexandre Pierrard |           |         |

## Démographie
L'évolution du nombre d'habitants est connue à travers les recensements de la population effectués dans la commune depuis 2016. Pour les communes de moins de 10 000 habitants, une enquête de recensement portant sur toute la population est réalisée tous les cinq ans, les populations de référence des années intermédiaires étant quant à elles estimées par interpolation ou extrapolation. Pour la commune, le premier recensement exhaustif entrant dans le cadre du nouveau dispositif a été réalisé en 2016.

En 2022, la commune comptait 449 habitants, en évolution de −4,26 % par rapport à 2016 (France hors Mayotte : +2,11 %).
| 2016 | 2021 | 2022 |
| ---- | ---- | ---- |
| 469  | 454  | 449  |

## Culture locale et patrimoine
- L'église Saint-Pierre de Blaignan, du XIXe siècle, est de style néo-classique. Elle est inscrite à l'Inventaire général du patrimoine culturel[27].
- L'église Saint-Martin de Prignac date du XIIe siècle. Cette église était la chapelle d'un prieuré régulier qui dépendait de l'abbaye de Chancelade en Périgord[28]. De style roman, l’édifice est doté d’un clocheton coiffant le clocher-mur.
- Plusieurs propriétés viticoles : château La Cardonne, château de Blaignan, château Tour Haut-Caussan, château Ramafort, château Lagorce, château Grivière, château Taffard, etc.
- Moulin à vent possédant encore ses ailes.

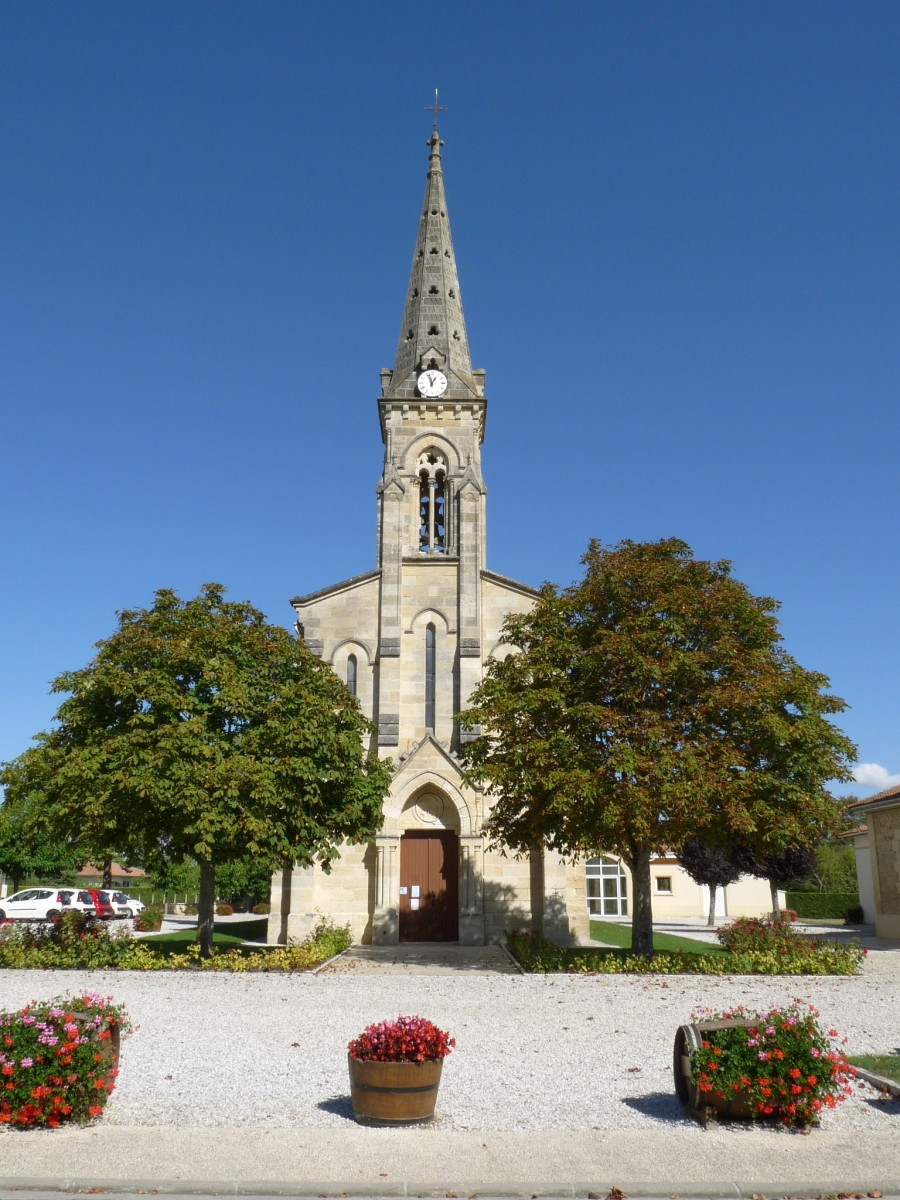
L'église Saint-Pierre de Blaignan.
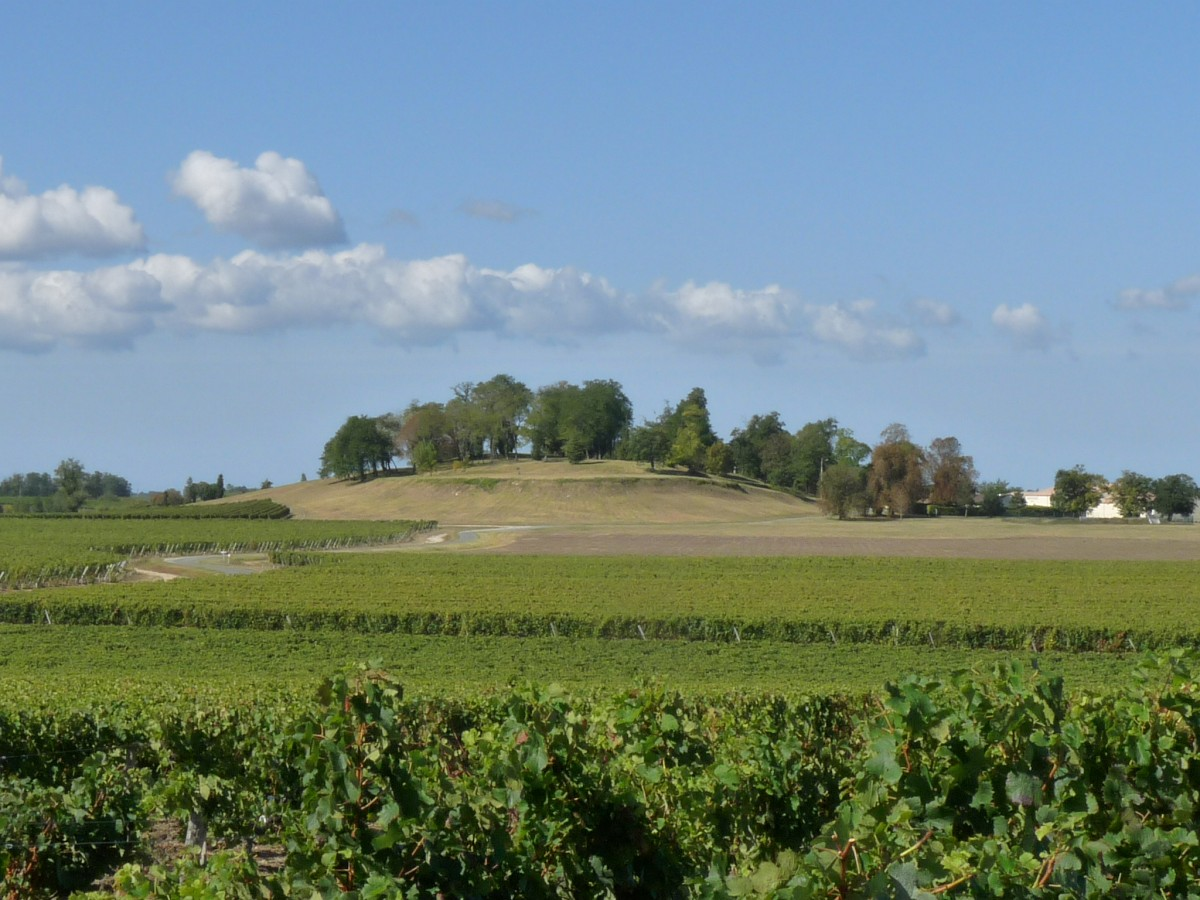
Site de l'ancien château de Blaignan.
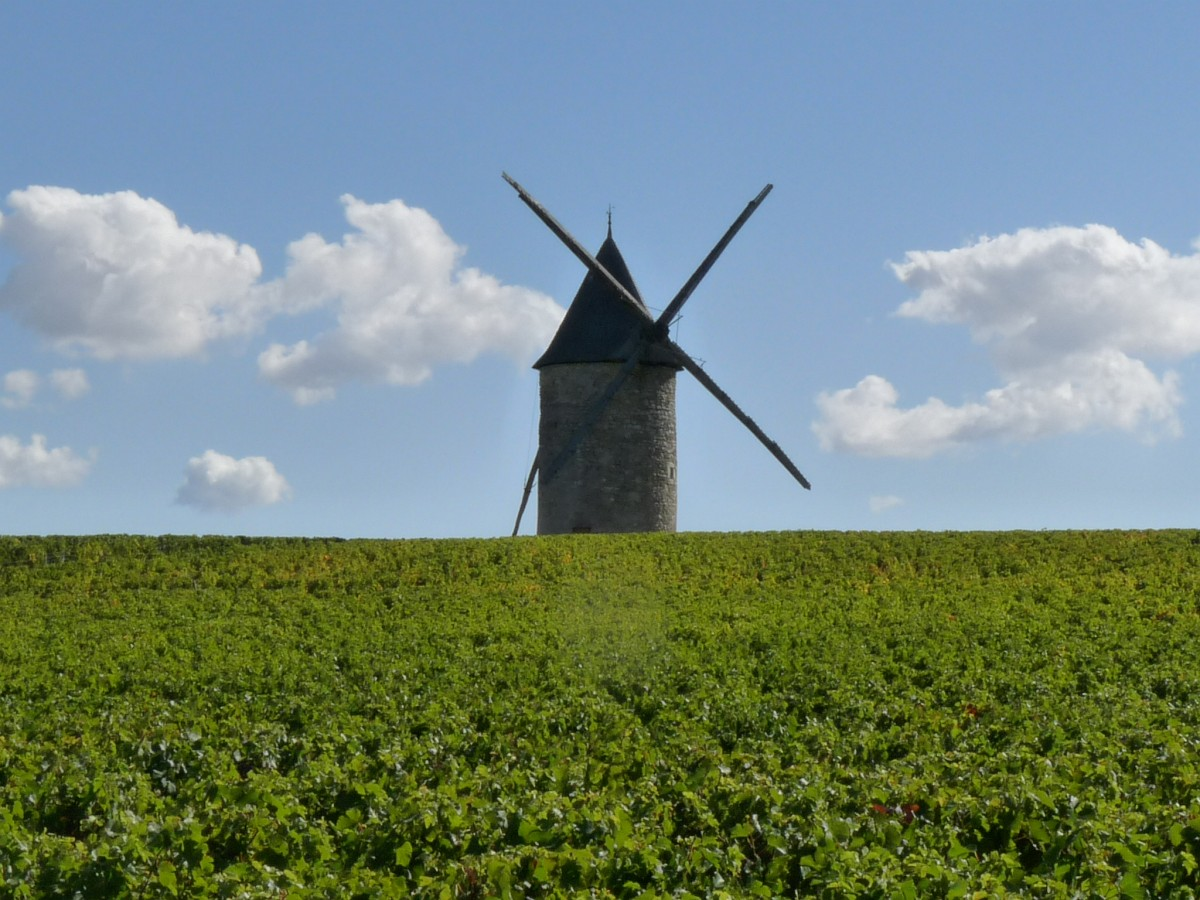
Moulin à vent dans la campagne.
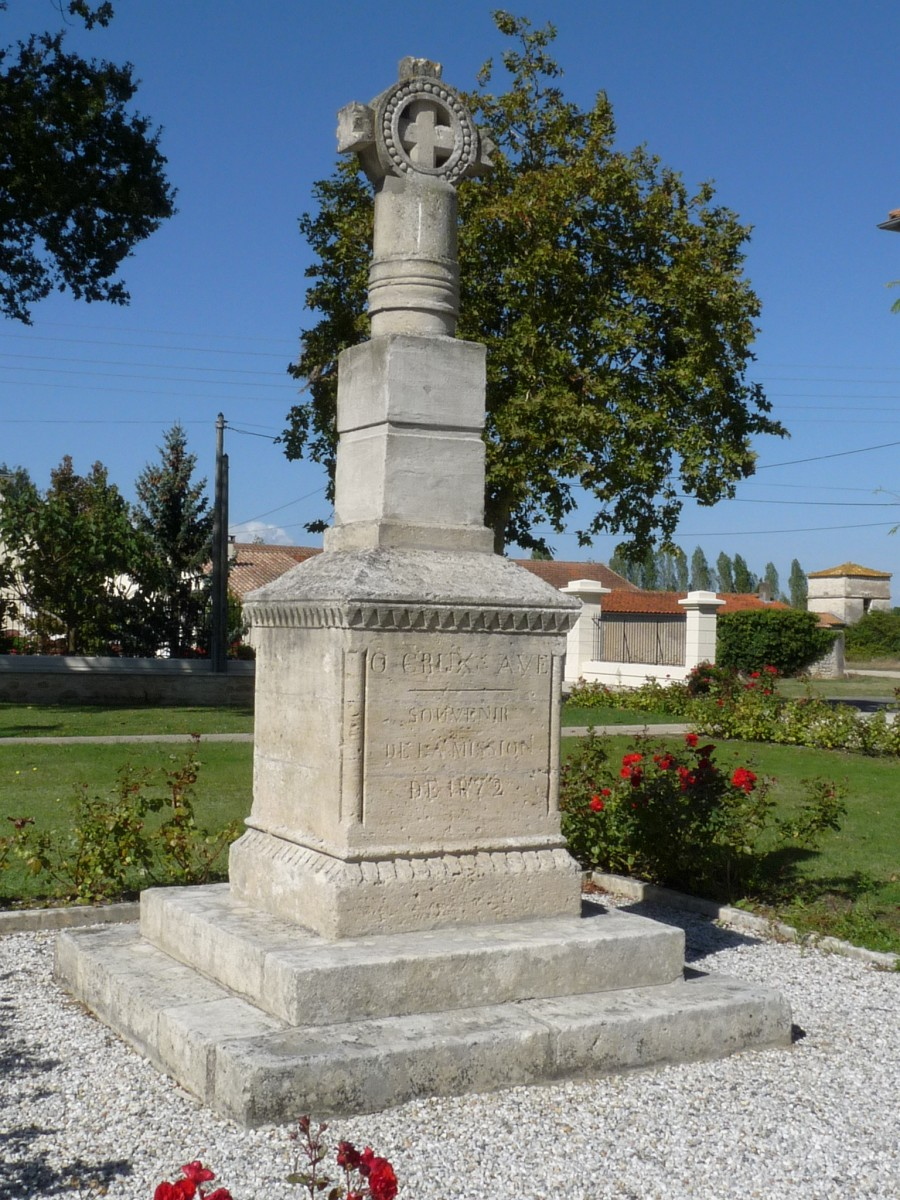
Le monument aux morts.
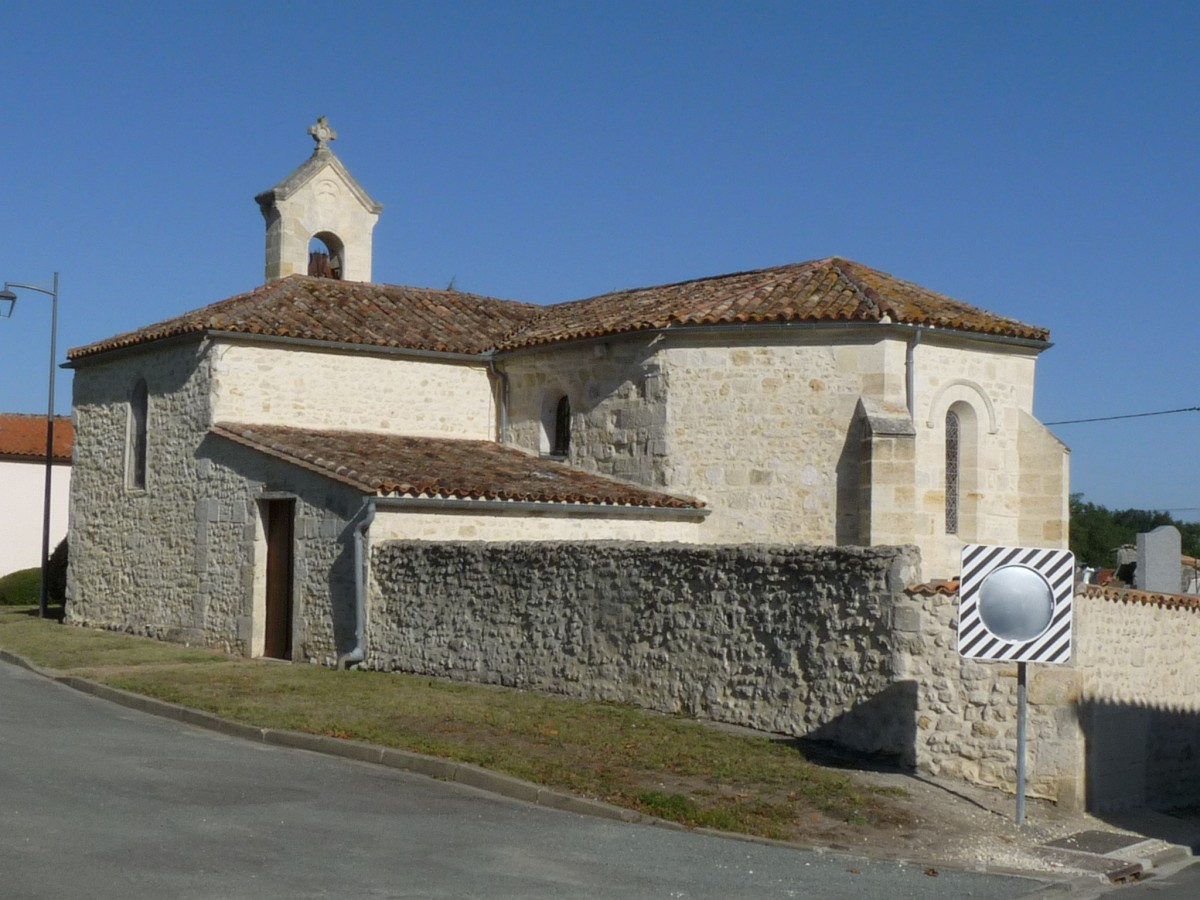
L'église Saint-Martin de Prignac.